# Мадам Саки
Мада́м Саки́ (фр. Madame Saqui, собственно Marguerite-Antoinette Lalanne, 26 февраля 1786, Агд, Эро — 21 января 1866, Нёйи-сюр-Сен) — французская акробатка, воздушная гимнастка, эквилибристка, танцевала на проволоке.

## Биография
Из семьи бродячих актеров и ярмарочных плясунов Жана Батиста Лаланна и Элен Масгомьери, у её отца, выступавшего на сцене под именем Navarin le Fameux, брал уроки танца брат короля Людовика XVI граф д’Артуа. Девочка выступала на арене с пятилетнего возраста. Приехала в Париж с родителями. В труппе актера и танцовщика Жана-Батиста Николе Grands-Danseurs du Roi, членами которой состояли её родители, познакомилась с Пьером Саки, за которого вышла замуж в 1805 году. Её выступления на проволоке (а она давала там целые представления) имели огромный успех, особенно славились военные номера мадам Саки, в том числе на темы актуальной политики вроде битвы под Ваграмом или взятия Сарагосы. У Саки появились конкуренты, тогда она стала активнее выступать в провинции и за рубежом — в Руане, Генте, Брюсселе, Льеже, наконец, в Лондоне, где она покорила Воксхолл и Ковент-Гарден. В представлениях принимали участие её муж и малолетняя дочь.
В 1816 году открыла собственный театр на парижском бульваре дю Тампль — известном скоплении столичных театров и театралов. Театр Мадам Саки (официально он назывался Театром акробатов) давал представления до 1830 года. Впоследствии мадам Саки путешествовала со своими номерами по всему миру, в декабре 1850 года её выступления прошли в Мадрасе, в 1852 году она отправилась в турне по Испании и т. п.
Продолжала танцевать на проволоке до 75 лет.
Похоронена на кладбище Пер-Лашез.

## Записки
Её «Записки» издал в 1907 году Поль Жинисти.

## Интересные факты
Как знаменитость эпохи упомянута в повести Бальзака «Полковник Шабер» и его романе «Утраченные иллюзии», в «Отверженных» Гюго (кн. III, гл.1), в переписке Флобера и Жорж Санд, в романе Теккерея «Ярмарка тщеславия» (гл. VI), романах Поля Феваля и других литературных произведениях. Упоминание могилы «канатной плясуньи» есть в «Кладбищенских историях» Б. Акунина.